# Elias Katz
Elias Katz (ur. 22 czerwca 1901 w Turku, zm. 24 grudnia 1947 w Tsrifimi koło Gazy) – fiński lekkoatleta, biegacz długodystansowy, mistrz i wicemistrz olimpijski.
Na igrzyskach olimpijskich w 1924 w Paryżu zdobył srebrny medal w biegu na 3000 metrów z przeszkodami za swym rodakiem Ville Ritolą. Później na tych samych igrzyskach wziął udział w drużynowym biegu na 3000 metrów. Do klasyfikacji zaliczały się trzy najlepsze miejsca zawodników danej drużyny. Ponieważ Paavo Nurmi zajął 1. miejsce indywidualnie, Ritola był drugi, a Katz przybiegł jako piąty, zespół Finlandii zdobył złoty medal olimpijski.
Katz, który był Żydem, od 1924 do 1933 startował w klubie Bar Kochba w Berlinie, który musiał opuścić z obawy przed antysemickimi prześladowaniami. Wyemigrował do Izraela, gdzie pracował jako trener lekkoatletyczny. W 1947, kiedy pracował jako operator filmowy w brytyjskim obozie wojskowym niedaleko Gazy w Palestynie, został zastrzelony przez arabskiego snajpera.